# Dmitrij Leonyidovics Horvát
Dmitrij Leonyidovics Horvát (Kremencsuk, 1858. július 25. – Peking, 1937. május 16.) orosz vasútmérnök, tábornok.

## Élete
Vasútmérnöki végzettségét 1878-ban szerezte a nyikolajevi mérnöki főiskolán. 1877–1878-ban részt vett az orosz–török háborúban. 1899 és 1902 között az usszurijszki vasútvonal parancsnoka. 1902-től a Kínai keleti vasútvonal vezetője. Az orosz polgárháború idején a Kolcsak vezette fehér mozgalomhoz csatlakozott. 1918-ban az Ideiglenes Szibériai Kormány legfelső teljhatalmú helytartója Harbinban és a Vlagyivosztokban, majd 1919 nyaráig Kolcsak tengernagy omszki kormányának a képviselője Mandzsúriában. 1920-ban Kínába menekült, ahol a kínai császár vasútügyi tanácsadója volt. 1931-től a mandzsúriai kormány képviselője volt a Kínai keleti vasútvonalnál. 1937-ben Pekingben halt meg.